# Evoplosoma forcipifera
Evoplosoma forcipifera är en sjöstjärneart som beskrevs av Fisher 1906. Evoplosoma forcipifera ingår i släktet Evoplosoma och familjen ledsjöstjärnor. Inga underarter finns listade i Catalogue of Life.